# Cratérope à gorge blanche
Argya gularis
Espèce
Statut de conservation UICN

 LC  : Préoccupation mineure
Le Cratérope à gorge blanche (Argya gularis) est une espèce de passereaux de la famille des Leiothrichidae.

## Répartition
Cet oiseau est endémique de Birmanie.